# Lijst van burgemeesters van Appeltern
Dit is een lijst van burgemeesters van de voormalige Nederlandse gemeente Appeltern in de provincie Gelderland. De gemeente Appeltern ging in 1984 op in de fusiegemeente West Maas en Waal.
| Ambtsperiode | Naam burgemeester                                     | Partij of stroming | Bijzonderheden                                                                                      |
| ------------ | ----------------------------------------------------- | ------------------ | --------------------------------------------------------------------------------------------------- |
| ? - 1814     | A.A.J. de Villers                                     |                    | |
| 1814 - 1817  | Jacob Hendrik van Rechteren van Appeltern (1787-1845) |                    | |
| 1818 - 1828  | J.J.C. Herckenrath                                    |                    | na samenvoeging gemeenten Appeltern en Altforst, Maasbommel en Alphen tot nieuwe gemeente Appeltern |
| 1828 - 1841  | A.A.J. de Villers                                     |                    | |
| 1841 - 1859  | Rudolph Christiaan Carel van Hasselt (1818-1859)      |                    | |
| 1859 - 1874  | C.B. Hiebendaal                                       |                    | |
| 1874 - 1877  | H. Spruijt                                            |                    | later burgemeester van Amerongen en Leersum                                                         |
| 1877 - 1914  | Jacques Willem Lodewijk Thomson (1846-1914)           |                    | |
| 1915 - 1919  | Petrus Gerardus de Leeuw J.Azn (1853-1919)            | RKSP               | vh. landbouwer, Statenlid en gemeenteontvanger te Appeltern. Vier zonen werden ook burgemeester.    |
| 1919 - 1923  | M.L.C. Eschweiler (1864-1948)                         | RKSP               | vh. ambtenaar ter secretarie te Zevenbergen, later burgemeester te Beuningen (Gelderland)           |
| 1923 - 1927  | A.M. van Teeffelen                                    |                    | |
| 1927 - 1949  | J.G. de Leeuw                                         | RKSP               | zoon van P.G. de Leeuw die tot 1919 burgemeester van Appeltern was                                  |
| 1949 - 1950  | H. Gebbing                                            | KVP                | |
| 1950 - 1966  | A.J.A. (Arnold) Baltussen (1914-1995)                 | KVP                | |
| 1966 - 1972  | W.C. (Wim) Hillenaar (1929-2005)                      | KVP                | |
| 1972 - 1982  | Theodore de Smeth van Deurne (1919-1988)              |                    | |
| 1982 - 1984  | H.J.J. (Hein) Aalders (1923-2020)                     | CDA                | waarnemend                                                                                          |